# Teruo Murakami
Teruo Murakami, är en japansk före detta bordtennisspelare och världsmästare i dubbel och lag.
Han spelade sitt första VM 1959 och 1961 sitt 2:a och sista. 
Under sin karriär tog han 4 medaljer i bordtennis-VM, 2 guld och 2 silver. 
Hans främsta merit är guldet i dubbel 1959 tillsammans med flerfaldiga världsmästaren Ichirō Ogimura då man vann över det tjeckiska paret Ladislav Štípek/Ludvik Vyhnandovsky. Man vann matchen med 3-2 i set efter att ha blivit utspelade i de två första seten, både 3:e och 4:e setet vann man med 21-19 medan 5:e gick lite lättare och slutade 21-14. 

## Meriter
- Bordtennis VM
  - 1959 i Dortmund
    - 1:a plats dubbel (med Ichirō Ogimura)
    - 2:a plats mixed dubbel med Kimiyo Matsuzaki)
    - 1:a plats med det japanska laget (Nobuya Hoshino, Seiji Narita och Ichirō Ogimura)

  - 1961 i Peking
    - kvartsfinal dubbel
    - 2:a plats med det japanska laget

- Asian Championship TTFA
  - 1960 i Bombay
    - 1:a plats dubbel (med Ichirō Ogimura)
    - 2:a plats mixed dubbel (med Kazuko Ito-Yamaizumi)
    - 1:a plats med det japanska laget